# Konventionen om biologisk mångfald

Parter i konventionen i grönt.

Konventionen om biologisk mångfald (Convention on Biological Diversity (CBD)) är ett FN-fördrag som syftar till bevarande och uthålligt nyttjande av den biologiska mångfalden, samt till en rättvis och skälig fördelning av de resurser som följer av användandet av genetiska resurser. De länder som har undertecknat och ratificerat konventionen land har ett angivet ansvar för att bevara mångfalden på gennivå, artnivå och ekosystemnivå. 
Konventionen antogs på Rio-konferensen den 5 juni 1992 och trädde i kraft 1993. Konventionen har 196 fördragsparter, dock ej USA och Vatikanstaten.

## Konventionens innehåll
Konventionens syfte är att: 
- bevara biologisk mångfald,
- nyttja dess beståndsdelar på ett hållbart sätt, samt
- rättvist fördela den nytta som uppstår vid utnyttjandet av genetiska resurser.

## Protokoll

### Cartagenaprotokollet
Konventionen om biologisk mångfald är en ramkonvention som är tänkt att följas av protokoll. Det första protokoll som antogs var det så kallade Cartagenaprotokollet (SÖ 2002:57), som handlar om biosäkerhet med avseende på hantering av levande modifierade organismer. För svensk del regleras tillämpningen av EU:s resolution 1946/2003.
Efter att ha ratificerats av nödvändiga 50 länder, trädde det i kraft 2003. Det har dock inte ratificerats av världens största spannmålsexporterande länder: USA, Argentina och Kanada. USA har inte heller undertecknat det.

### Nagoyaprotokollet
I oktober 2010 antogs Nagoyaprotokollet, som behandlar tillträde till genetiska resurser, och som syftar att uppnå en rättvis fördelning av de vinster som användning av genetiska resurser ger. Nagoyaprotokollet trädde i kraft den 12 oktober 2014, efter det att nödvändiga 50 länder ratificerat det. För svensk del regleras tillämpningen av EU:s resolution 511/2014.
Länder som USA, Kanada och Ryssland har inte undertecknat protokollet.